# Фрумоаса (Телеорман)
Фрумоаса (рум. Frumoasa) — село у повіті Телеорман в Румунії. Адміністративний центр комуни Фрумоаса.
Село розташоване на відстані 87 км на південний захід від Бухареста, 22 км на південний схід від Александрії, 145 км на південний схід від Крайови.

## Населення
За даними перепису населення 2002 року у селі проживали 1972 особи.
Національний склад населення села:
| Національність | Кількість осіб | Відсоток |
| -------------- | -------------- | -------- |
| румуни         | 1942           | 98,5%    |
| цигани         | 29             | 1,5%     |

Рідною мовою назвали:
| Мова      | Кількість осіб | Відсоток |
| --------- | -------------- | -------- |
| румунська | 1946           | 98,7%    |
| циганська | 25             | 1,3%     |